# Syngamilyta leucinodalis
Syngamilyta leucinodalis är en fjärilsart som beskrevs av Embrik Strand 1920. Syngamilyta leucinodalis ingår i släktet Syngamilyta och familjen Crambidae. Inga underarter finns listade i Catalogue of Life.